# Ozomelis trifida
Ozomelis trifida là một loài thực vật có hoa trong họ Saxifragaceae. Loài này được (Graham) Rydb. miêu tả khoa học đầu tiên năm 1905.